# Discovery Channel (wielerploeg)
Discovery Channel was een Amerikaanse wielerploeg, formeel Discovery Channel Pro Cycling Team geheten, waarvan overigens de meeste renners uit het buitenland afkomstig waren. De ploeg werd gesponsord door televisiezender Discovery Channel en bestond sinds de start van de UCI ProTour in 2005 als opvolger van US Postal Service - Berry Floor.

## Geschiedenis
Kopman van de ploeg was Lance Armstrong, maar met renners als Ronde van Italië-winnaar Paolo Savoldelli en jonge talenten Jaroslav Popovytsj en Stijn Devolder had de ploeg in het rondewerk meer ijzers in het vuur. In de eendaagse wedstrijden rekende het team vooral op George Hincapie en opnieuw Stijn Devolder. Ploegleider was Johan Bruyneel, die geassisteerd werd door Dirk Demol, Lorenzo Lapage en Sean Yates.
Het jaarbudget van Discovery Channel Pro Cycling Team bedroeg 10 à 15 miljoen euro.
Eind 2006 had het team Ivan Basso aangetrokken nadat hij ontslagen was door Team CSC voor zijn aandeel in Operación Puerto. Naar aanleiding van deze transfer werd begin december 2006 door voorzitter Patrick Lefevere aan de vereniging van ProTour-teams voorgedragen om Discovery Channel uit de vereniging te zetten. Voor de IPCT (International Professional Cycling Teams) zou Discovery Channel de ethische code overtreden. De voorzitter pakte dit groots aan en het werd in de media gebracht alsof het al beklonken was. Hoewel er wel een stemming over aangenomen was ging deze alleen over het gaan bekijken van het voorstel. De officiële beslissing volgde op 11 januari 2007, Discovery Channel werd niet uitgesloten van de ProTour. Onder andere omdat de ethische gronden die tot het voorstel had geleid geheel vrijwillig waren en het team dus niet verplicht kon worden zich eraan te houden.
Op 10 februari 2007 kondigde sponsor Discovery Channel aan dat het geen verlenging van het sponsorschap zou aangaan met de wielerploeg. De sponsoring zou daarmee eind 2007 ten einde komen. Het besluit hing mogelijk samen met het ontslag van Discovery Channel-directeur Billy Campbell, enkele dagen voor de aankondiging. Op 10 augustus 2007 meldde Bruyneel dat de ploeg geen nieuwe sponsor gevonden had en eind 2007 opgeheven werd.
Bruyneel tekende vervolgens een contract bij Astana voor het volgende seizoen, en nam zes renners met zich mee, onder wie Levi Leipheimer en Alberto Contador, die de Tour de France van 2007 had gewonnen.

## Belangrijke overwinningen
2005
- Ronde van Catalonië: eindklassement (Jaroslav Popovytsj)
- Ronde van Italië: 1 etappe en eindklassement (Paolo Savoldelli)
- Dauphiné Libéré: proloog en 1 etappe (George Hincapie), puntenklassement (Lance Armstrong), ploegenklassement
- Ronde van Frankrijk: 4 etappes (ploegentijdrit, George Hincapie, Paolo Savoldelli, Lance Armstrong), eindklassement (Lance Armstrong); ploegenklassement, jongerenklassement (Jaroslav Popovytsj)
- Eneco Tour: 2 etappes (Max van Heeswijk)
- GP Ouest France-Plouay (George Hincapie)
- Ronde van Spanje: 1 etappe (Max van Heeswijk)

2006
- Driedaagse van De Panne-Koksijde: 2 etappes en eindklassement (Leif Hoste)
- Ronde van Romandië: proloog (Paolo Savoldelli)
- Ronde van Italië: proloog (Paolo Savoldelli)
- Ronde van Frankrijk: 1 etappe (Jaroslav Popovytsj)
- Ronde van Duitsland: proloog (Vladimir Goesev)
- Eneco Tour: 1 etappe (George Hincapie)
- Ronde van Polen: 1 etappe (Max van Heeswijk)
- Ronde van Spanje: 2 etappes (Egoi Martínez, Tom Danielson), ploegenklassement, bergklassement (Egoi Martínez)

2007
- Parijs-Nice: 1 etappe (Jaroslav Popovytsj), 2 etappes en eindklassement (Alberto Contador)
- Ronde van Catalonië: 1 etappe (Allan Davis)
- Ronde van Zwitserland: 1 etappe en bergklassement (Vladimir Goesev)
- Ronde van Frankrijk: 1 tijdrit (Levi Leipheimer), 1 etappe (Alberto Contador), eindklassement en jongerenklassement (Alberto Contador), ploegenklassement
- Ronde van Spanje: 1 etappe (Jason McCartney)

## Grote rondes
| Jaar | Ronde van Italië      | Ronde van Italië     | Ronde van Frankrijk                                                               | Ronde van Frankrijk                                                            | Ronde van Spanje                                 | Ronde van Spanje                    |
| Jaar | hoogste klassering    | etappewinst          | hoogste klassering                                                                | etappewinst                                                                    | hoogste klassering                               | etappewinst                         |
| ---- | --------------------- | -------------------- | --------------------------------------------------------------------------------- | ------------------------------------------------------------------------------ | ------------------------------------------------ | ----------------------------------- |
| 2005 | Paolo Savoldelli      | 11e Paolo Savoldelli | Lance Armstrong 12e Jaroslav Popovytsj                                            | 4e Ploegentijdrit 15e George Hincapie 17e Paolo Savoldelli 20e Lance Armstrong | 8e Tom Danielson                                 | 7e Max van Heeswijk                 |
| 2006 | 5e Paolo Savoldelli   | 1e Paolo Savoldelli  | 19e José Azevedo                                                                  | 12e Jaroslav Popovytsj                                                         | 6e Tom Danielson 8e Manuel Beltrán Egoi Martínez | 11e Egoi Martínez 17e Tom Danielson |
| 2007 | 39e José Luis Rubiera |                      | Alberto Contador · ↑ Levi Leipheimer · 8e Jaroslav Popovytsj · Alberto Contador · | 14e Alberto Contador 19e Levi Leipheimer                                       | 31e Jurgen Van Goolen                            | 14e Jason McCartney                 |